# Fissidens subobtusatus
Fissidens subobtusatus är en bladmossart som beskrevs av C. Müller 1899. Fissidens subobtusatus ingår i släktet fickmossor, och familjen Fissidentaceae. Inga underarter finns listade i Catalogue of Life.